# Salles-et-Pratviel
Pour les articles homonymes, voir Salles.
Salles-et-Pratviel est une commune française située dans le sud-ouest du département de la Haute-Garonne en région Occitanie.
Sur le plan historique et culturel, la commune est dans le pays de Comminges, correspondant à l’ancien comté de Comminges, circonscription de la province de Gascogne située sur les départements actuels du Gers, de la Haute-Garonne, des Hautes-Pyrénées et de l'Ariège. Exposée à un climat de montagne, elle est drainée par la Pique et par divers autres petits cours d'eau. La commune possède un patrimoine naturel remarquable : un site Natura 2000 (« Garonne, Ariège, Hers, Salat, Pique et Neste ») et quatre zones naturelles d'intérêt écologique, faunistique et floristique.
Salles-et-Pratviel est une commune rurale qui compte 127 habitants en 2022, après avoir connu un pic de population de 278 habitants en 1851. Elle fait partie de l'aire d'attraction de Bagnères-de-Luchon. Ses habitants sont appelés les Sallois ou  Salloises.

## Géographie

### Localisation
La commune de Salles-et-Pratviel se trouve dans le département de la Haute-Garonne, en région Occitanie.
Elle se situe à 110 km à vol d'oiseau de Toulouse, préfecture du département, à 33 km de Saint-Gaudens, sous-préfecture, et à 4 km de Bagnères-de-Luchon, bureau centralisateur du canton de Bagnères-de-Luchon dont dépend la commune depuis 2015 pour les élections départementales.
La commune fait en outre partie du bassin de vie de Bagnères-de-Luchon.
Les communes les plus proches sont : 
Antignac (0,6 km), Artigue (1,2 km), Sode (1,7 km), Moustajon (1,8 km), Juzet-de-Luchon (2,4 km), Gouaux-de-Luchon (3,2 km), Cier-de-Luchon (3,2 km), Saccourvielle (3,9 km).
Sur le plan historique et culturel, Salles-et-Pratviel fait partie du pays de Comminges, correspondant à l’ancien comté de Comminges, circonscription de la province de Gascogne située sur les départements actuels du Gers, de la Haute-Garonne, des Hautes-Pyrénées et de l'Ariège.
Salles-et-Pratviel est limitrophe de sept autres communes.
Les communes limitrophes sont  Antignac, Artigue, Cier-de-Luchon, Gouaux-de-Luchon, Juzet-de-Luchon, Moustajon et Sode.
|                                | Cier-de-Luchon     | Gouaux-de-Luchon |
| Antignac                       | Salles-et-Pratviel | Artigue          |
| Moustajon (par un quadripoint) | Juzet-de-Luchon    | Sode             |

### Géologie et relief
La superficie de la commune est de 212 hectares ; son altitude varie de 591  à   982 mètres.

### Hydrographie

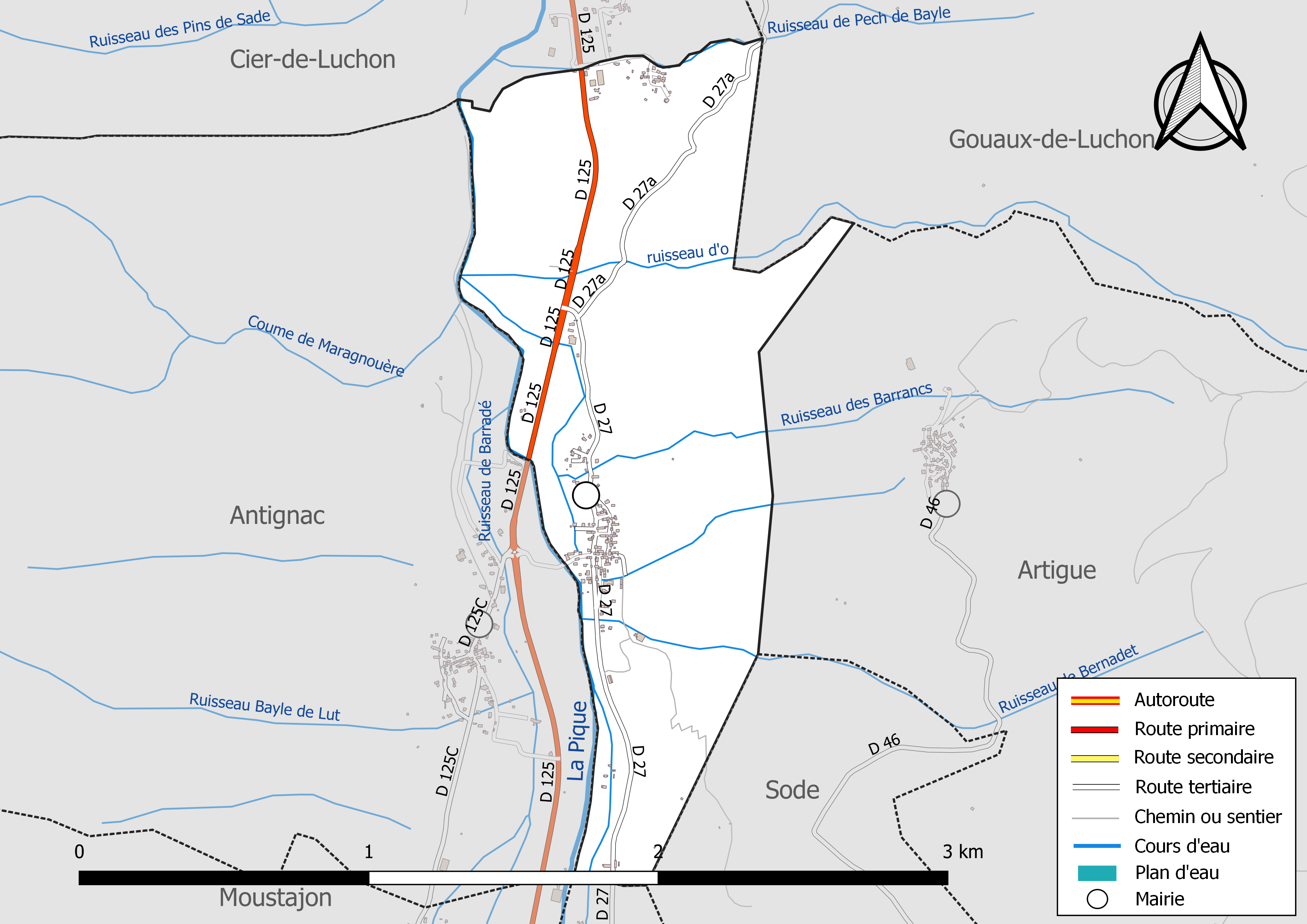
Réseaux hydrographique et routier de Salles-et-Pratviel.

La commune est dans le bassin de la Garonne, au sein du bassin hydrographique Adour-Garonne. Elle est drainée par la Pique, Coume de Maragnouère, le ruisseau de Bernadet, le ruisseau de Pech de Bayle, le ruisseau des Barrancs, le ruisseau d'o et par divers petits cours d'eau, constituant un réseau hydrographique de 6 km de longueur totale,.
La Pique, d'une longueur totale de 32,9 km, prend sa source dans la commune de Bagnères-de-Luchon et s'écoule vers le nord. Elle traverse la commune et se jette dans la Garonne à Chaum, après avoir traversé 17 communes.

### Climat
Pour des articles plus généraux, voir Climat de l'Occitanie et Climat de la Haute-Garonne.
En 2010, le climat de la commune est de type climat des marges montargnardes, selon une étude s'appuyant sur une série de données couvrant la période 1971-2000. En 2020, Météo-France publie une typologie des climats de la France métropolitaine dans laquelle la commune est exposée à un climat de montagne ou de marges de montagne et est dans la région climatique Pyrénées centrales, caractérisée par une pluviométrie annuelle de 1 000 à 1 200 mm.
Pour la période 1971-2000, la température annuelle moyenne est de 11 °C, avec une amplitude thermique annuelle de 13,8 °C. Le cumul annuel moyen de précipitations est de 1 227 mm, avec 9,3 jours de précipitations en janvier et 7,7 jours en juillet. Pour la période 1991-2020, la température moyenne annuelle observée sur la station météorologique la plus proche, située sur la commune de Bagnères-de-Luchon à 4 km à vol d'oiseau, est de 11,5 °C et le cumul annuel moyen de précipitations est de 940,5 mm,. Pour l'avenir, les paramètres climatiques de la commune estimés pour 2050 selon différents scénarios d'émission de gaz à effet de serre sont consultables sur un site dédié publié par Météo-France en novembre 2022.

### Milieux naturels et biodiversité

#### Réseau Natura 2000

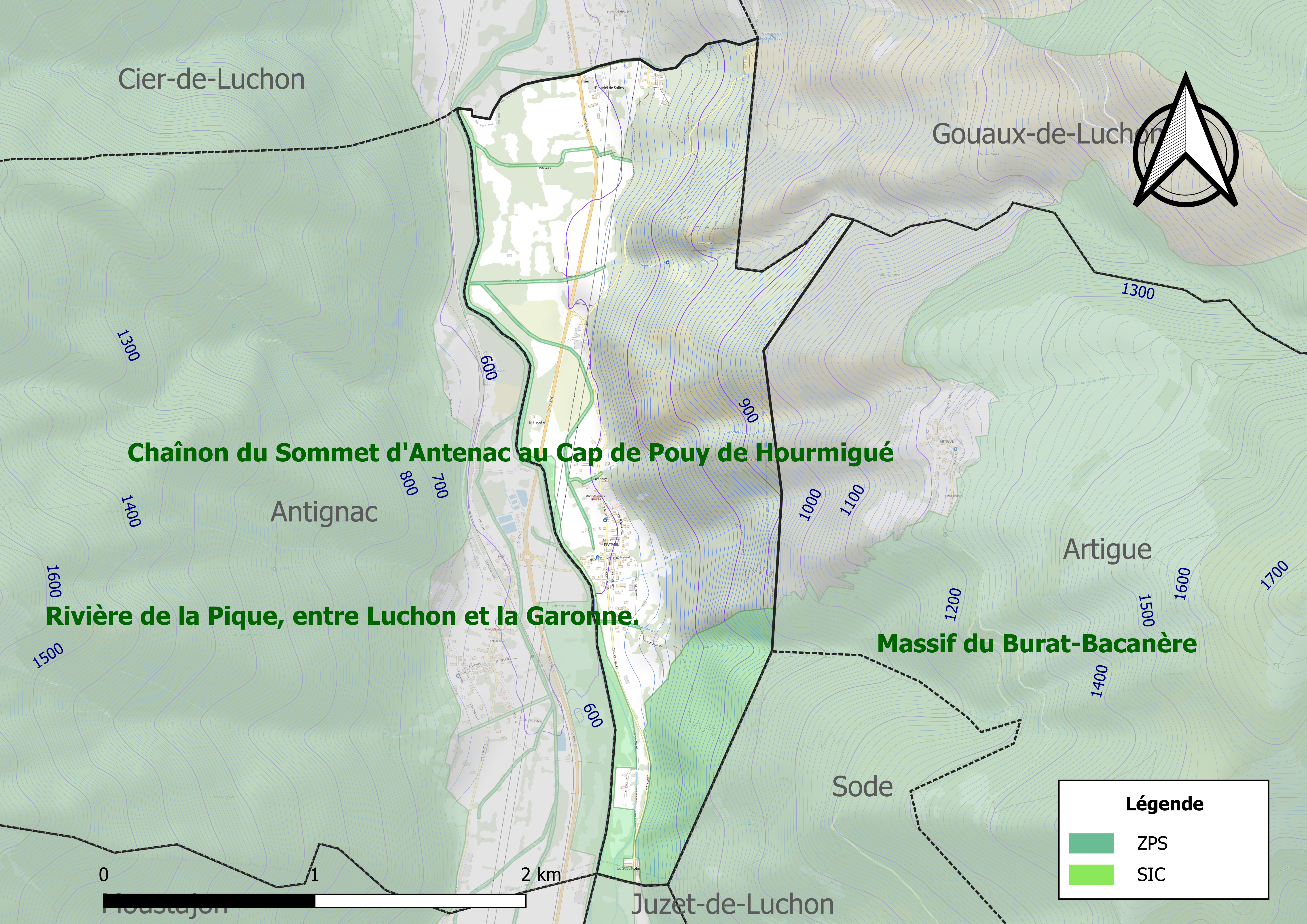
Site Natura 2000 sur le territoire communal.

Le réseau Natura 2000 est un réseau écologique européen de sites naturels d'intérêt écologique élaboré à partir des directives habitats et oiseaux, constitué de zones spéciales de conservation (ZSC) et de zones de protection spéciale (ZPS).
Un site Natura 2000 a été défini sur la commune au titre de la directive habitats : « Garonne, Ariège, Hers, Salat, Pique et Neste », d'une superficie de 9 581 ha, un réseau hydrographique pour les poissons migrateurs (zones de frayères actives et potentielles importantes pour le Saumon en particulier qui fait l'objet d'alevinages réguliers et dont des adultes atteignent déjà Foix sur l'Ariège.

#### Zones naturelles d'intérêt écologique, faunistique et floristique

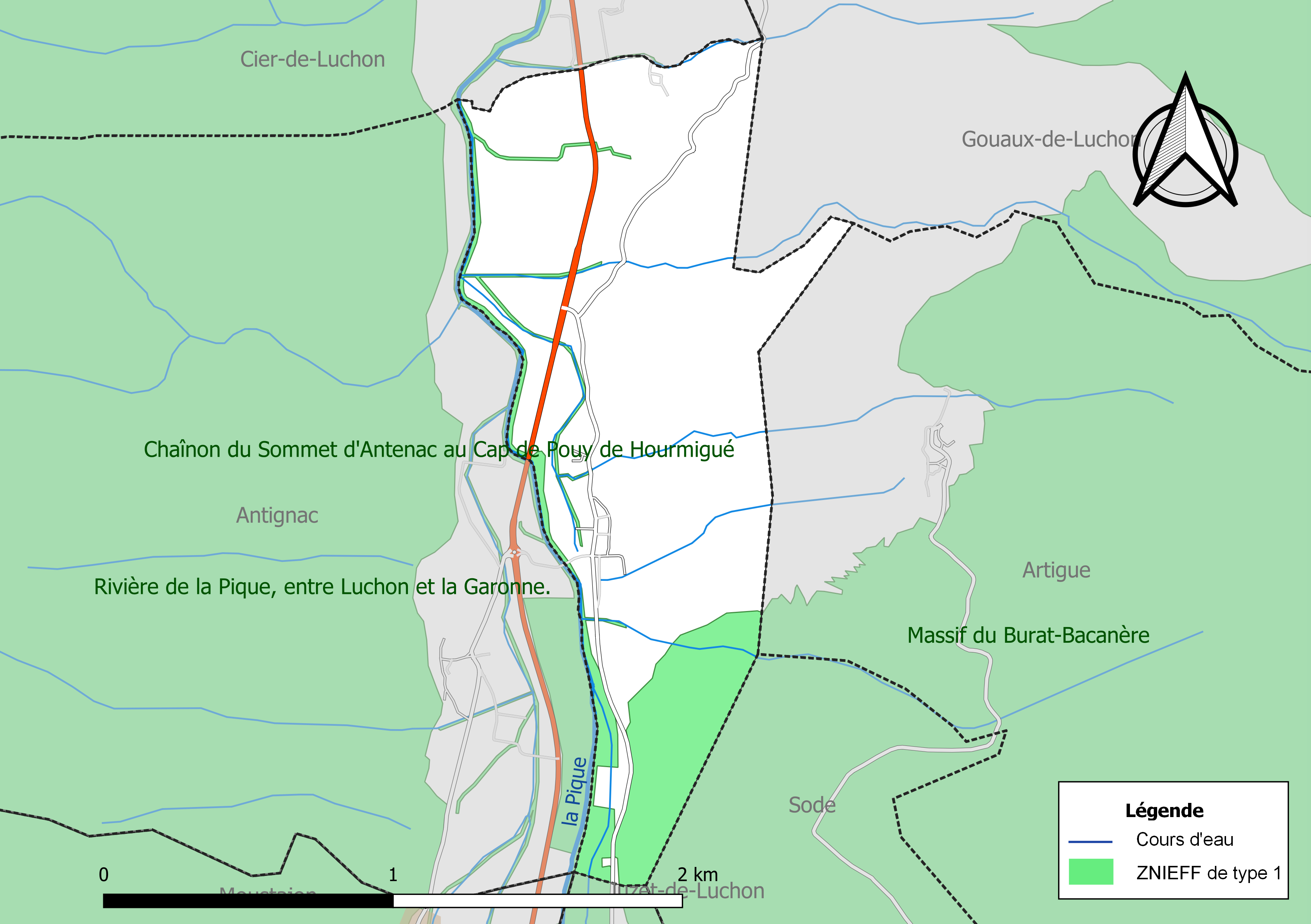
Carte des ZNIEFF de type 1 localisées sur la commune.

L’inventaire des zones naturelles d'intérêt écologique, faunistique et floristique (ZNIEFF) a pour objectif de réaliser une couverture des zones les plus intéressantes sur le plan écologique, essentiellement dans la perspective d’améliorer la connaissance du patrimoine naturel national et de fournir aux différents décideurs un outil d’aide à la prise en compte de l’environnement dans l’aménagement du territoire.
Deux ZNIEFF de type 1 sont recensées sur la commune :
le « massif du Burat-Bacanère » (8 318 ha), couvrant 15 communes du département et 
la « rivière de la Pique, entre Luchon et la Garonne. » (143 ha), couvrant 16 communes du département
et deux ZNIEFF de type 2, : 
- « Garonne amont, Pique et Neste » (1 788 ha), couvrant 112 communes dont 42 dans la Haute-Garonne et 70 dans les Hautes-Pyrénées[23] ;
- la « Haute montagne en Haute-Garonne » (33 294 ha), couvrant 49 communes dont 41 dans la Haute-Garonne et huit dans les Hautes-Pyrénées[24].

## Urbanisme

### Typologie
Au 1er janvier 2024, Salles-et-Pratviel est catégorisée commune rurale à habitat dispersé, selon la nouvelle grille communale de densité à sept niveaux définie par l'Insee en 2022.
Elle est située hors unité urbaine. Par ailleurs la commune fait partie de l'aire d'attraction de Bagnères-de-Luchon, dont elle est une commune de la couronne,. Cette aire, qui regroupe 44 communes, est catégorisée dans les aires de moins de 50 000 habitants,.

### Occupation des sols
L'occupation des sols de la commune, telle qu'elle ressort de la base de données européenne d’occupation biophysique des sols Corine Land Cover (CLC), est marquée par l'importance des forêts et milieux semi-naturels (68,1 % en 2018), une proportion identique à celle de 1990 (68,1 %). La répartition détaillée en 2018 est la suivante : 
forêts (58,8 %), prairies (31,9 %), milieux à végétation arbustive et/ou herbacée (9,4 %). L'évolution de l’occupation des sols de la commune et de ses infrastructures peut être observée sur les différentes représentations cartographiques du territoire : la carte de Cassini (XVIIIe siècle), la carte d'état-major (1820-1866) et les cartes ou photos aériennes de l'IGN pour la période actuelle (1950 à aujourd'hui).

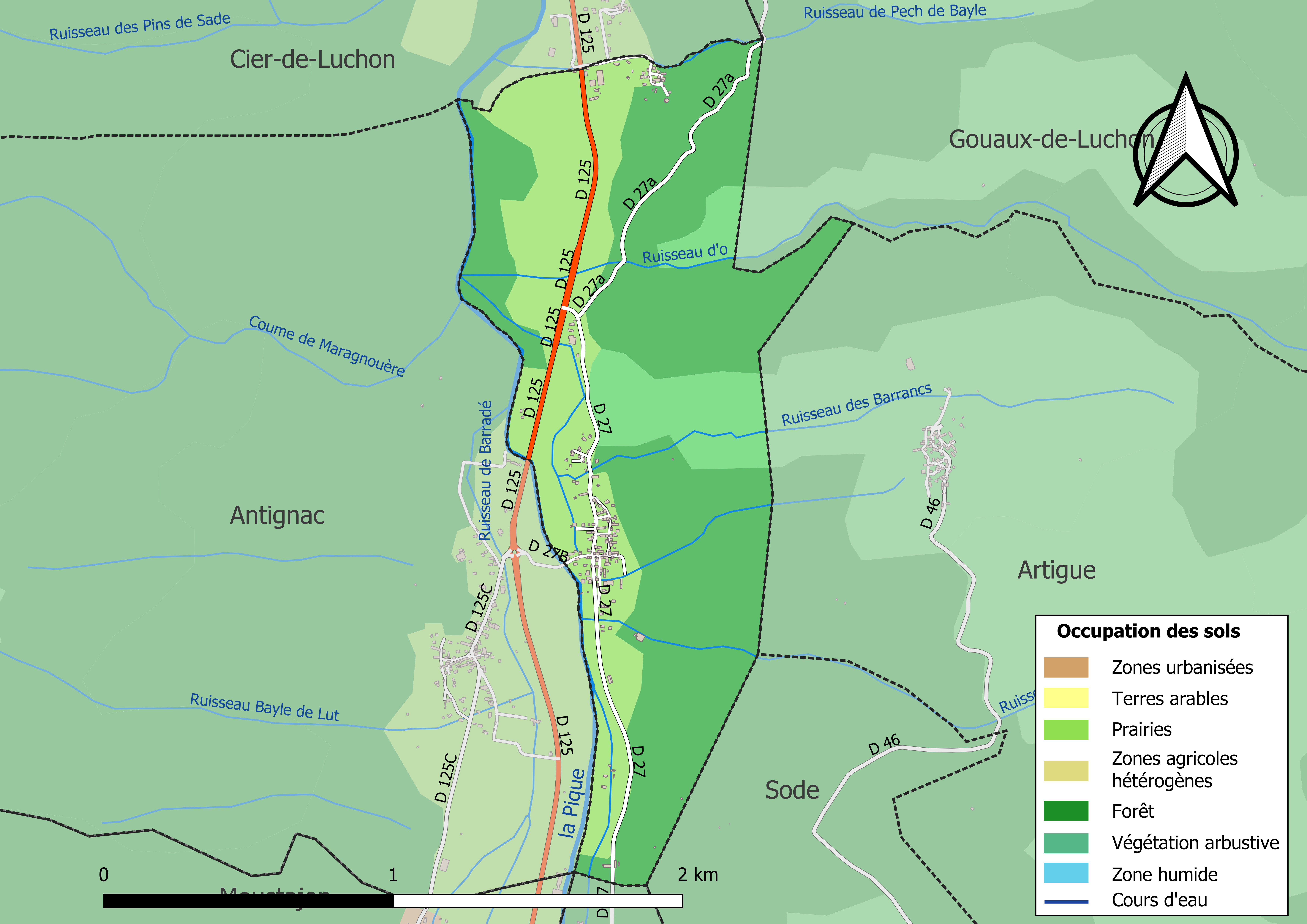
Carte des infrastructures et de l'occupation des sols de la commune en 2018 (CLC).

### Voies de communication et transports
Accès par l'autoroute A64 sortie no 17 puis la route nationale 125 et avec le réseau Arc-en-ciel ainsi qu'en gare de Luchon située sur la ligne de Montréjeau à Luchon.

### Risques majeurs
Le territoire de la commune de Salles-et-Pratviel est vulnérable à différents aléas naturels : météorologiques (tempête, orage, neige, grand froid, canicule ou sécheresse), inondations, feux de forêts, mouvements de terrains et séisme (sismicité moyenne). Il est également exposé à un risque technologique, la rupture d'un barrage, et à un risque particulier : le risque de radon. Un site publié par le BRGM permet d'évaluer simplement et rapidement les risques d'un bien localisé soit par son adresse soit par le numéro de sa parcelle.

#### Risques naturels
Certaines parties du territoire communal sont susceptibles d’être affectées par le risque d’inondation par débordement de cours d'eau, notamment la Pique. La commune a été reconnue en état de catastrophe naturelle au titre des dommages causés par les inondations et coulées de boue survenues en 1982, 1999, 2009 et 2013,.
Un plan départemental de protection des forêts contre les incendies a été approuvé par arrêté préfectoral du 25 septembre 2006. Salles-et-Pratviel est exposée au risque de feu de forêt du fait de la présence sur son territoire du massif des Pyrénées. Il est ainsi défendu aux propriétaires de la commune et à leurs ayants droit de porter ou d’allumer du feu dans l'intérieur et à une distance de 200 mètres des bois, forêts, plantations, reboisements ainsi que des landes. L’écobuage est également interdit, ainsi que les feux de type méchouis et barbecues, à l’exception de ceux prévus dans des installations fixes (non situées sous couvert d'arbres) constituant une dépendance d'habitation,

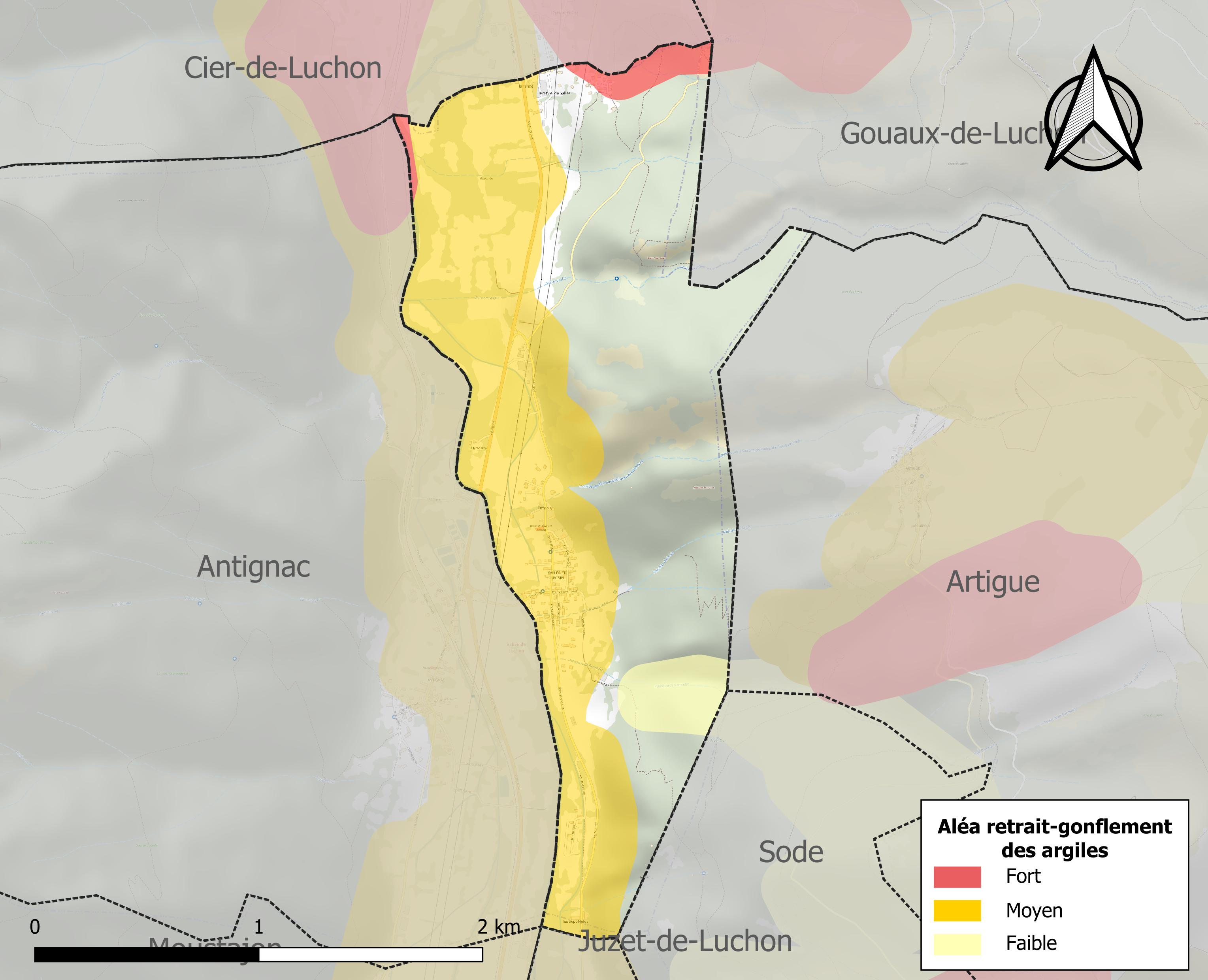
Carte des zones d'aléa retrait-gonflement des sols argileux de Salles-et-Pratviel.

La commune est vulnérable au risque de mouvements de terrains constitué principalement du retrait-gonflement des sols argileux. Cet aléa est susceptible d'engendrer des dommages importants aux bâtiments en cas d’alternance de périodes de sécheresse et de pluie. 47,1 % de la superficie communale est en aléa moyen ou fort (88,8 % au niveau départemental et 48,5 % au niveau national). Sur les 79 bâtiments dénombrés sur la commune en 2019, 71 sont en aléa moyen ou fort, soit 90 %, à comparer aux 98 % au niveau départemental et 54 % au niveau national. Une cartographie de l'exposition du territoire national au retrait gonflement des sols argileux est disponible sur le site du BRGM,.
Par ailleurs, afin de mieux appréhender le risque d’affaissement de terrain, l'inventaire national des cavités souterraines permet de localiser celles situées sur la commune.
Concernant les mouvements de terrains, la commune a été reconnue en état de catastrophe naturelle au titre des dommages causés par des mouvements de terrain en 1999.

#### Risques technologiques
La commune est en outre située en aval du barrage du Portillon sur la Neste d'Oô. À ce titre elle est susceptible d’être touchée par l’onde de submersion consécutive à la rupture de cet ouvrage.

#### Risque particulier
Dans plusieurs parties du territoire national, le radon, accumulé dans certains logements ou autres locaux, peut constituer une source significative d’exposition de la population aux rayonnements ionisants. Certaines communes du département sont concernées par le risque radon à un niveau plus ou moins élevé. Selon la classification de 2018, la commune de Salles-et-Pratviel est classée en zone 3, à savoir zone à potentiel radon significatif.

## Politique et administration

### Administration municipale
Le nombre d'habitants au recensement de 2011 étant compris entre 100 et 499, le nombre de membres du conseil municipal pour l'élection de 2014 est de onze,.

### Rattachements administratifs et électoraux
Commune faisant partie de la huitième circonscription de la Haute-Garonne, de la communauté de communes des Pyrénées Haut-Garonnaises et du canton de Bagnères-de-Luchon. Avant le 1er janvier 2017, Salles-et-Pratviel faisait partie de la communauté de communes du Pays de Luchon.

## population et société

### Démographie
L'évolution du nombre d'habitants est connue à travers les recensements de la population effectués dans la commune depuis 1793. Pour les communes de moins de 10 000 habitants, une enquête de recensement portant sur toute la population est réalisée tous les cinq ans, les populations de référence des années intermédiaires étant quant à elles estimées par interpolation ou extrapolation. Pour la commune, le premier recensement exhaustif entrant dans le cadre du nouveau dispositif a été réalisé en 2005.

En 2022, la commune comptait 127 habitants, en évolution de −4,51 % par rapport à 2016 (Haute-Garonne : +8,02 %, France hors Mayotte : +2,11 %).
| 1793 | 1800 | 1806 | 1821 | 1831 | 1836 | 1841 | 1846 | 1851 |
| ---- | ---- | ---- | ---- | ---- | ---- | ---- | ---- | ---- |
| 250  | 220  | 244  | 253  | 266  | 243  | 263  | 253  | 278  |

| 1856 | 1861 | 1866 | 1872 | 1876 | 1881 | 1886 | 1891 | 1896 |
| ---- | ---- | ---- | ---- | ---- | ---- | ---- | ---- | ---- |
| 252  | 246  | 230  | 209  | 172  | 182  | 184  | 194  | 181  |

| 1901 | 1906 | 1911 | 1921 | 1926 | 1931 | 1936 | 1946 | 1954 |
| ---- | ---- | ---- | ---- | ---- | ---- | ---- | ---- | ---- |
| 162  | 170  | 145  | 143  | 131  | 119  | 115  | 98   | 104  |

| 1962 | 1968 | 1975 | 1982 | 1990 | 1999 | 2005 | 2006 | 2010 |
| ---- | ---- | ---- | ---- | ---- | ---- | ---- | ---- | ---- |
| 82   | 88   | 98   | 90   | 129  | 119  | 128  | 126  | 140  |

| 2015 | 2020 | 2022 | - | - | - | - | - | - |
| ---- | ---- | ---- | - | - | - | - | - | - |
| 133  | 127  | 127  | - | - | - | - | - | - |

| selon la population municipale des années : | 1968 | 1975 | 1982 | 1990 | 1999 | 2006 | 2009 | 2013 |
| Rang de la commune dans le département      | 482  | 384  | 509  | 411  | 425  | 441  | 437  | 437  |
| Nombre de communes du département           | 592  | 582  | 586  | 588  | 588  | 588  | 589  | 589  |

### Enseignement
Salles-et-Pratviel fait partie de l'académie de Toulouse.

### Culture et festivités
Panthéon pyrénéen, fête de la commune fin août, fêtes du feu du solstice d'été dans les Pyrénées,

### Activités sportives
Chasse, randonnée pédestre, rafting,

### Écologie et recyclage
La collecte et le traitement des déchets des ménages et des déchets assimilés ainsi que la protection et la mise en valeur de l'environnement se font dans le cadre de la communauté de communes du Pays de Luchon.

## Économie

### Emploi
|                | 2008  | 2013  | 2018  |
| -------------- | ----- | ----- | ----- |
| Commune        | 2,3 % | 5,4 % | 7,7 % |
| Département    | 7,7 % | 9,6 % | 9,3 % |
| France entière | 8,3 % | 10 %  | 10 %  |

En 2018, la population âgée de 15 à 64 ans s'élève à 80 personnes, parmi lesquelles on compte 80,8 % d'actifs (73,1 % ayant un emploi et 7,7 % de chômeurs) et 19,2 % d'inactifs,. Depuis 2008, le taux de chômage communal (au sens du recensement) des 15-64 ans est inférieur à celui de la France et du département.
La commune fait partie de la couronne de l'aire d'attraction de Bagnères-de-Luchon, du fait qu'au moins 15 % des actifs travaillent dans le pôle,. Elle compte 35 emplois en 2018, contre 31 en 2013 et 16 en 2008. Le nombre d'actifs ayant un emploi résidant dans la commune est de 60, soit un indicateur de concentration d'emploi de 57,7 % et un taux d'activité parmi les 15 ans ou plus de 59,8 %.
Sur ces 60 actifs de 15 ans ou plus ayant un emploi, 7 travaillent dans la commune, soit 12 % des habitants. Pour se rendre au travail, 89,7 % des habitants utilisent un véhicule personnel ou de fonction à quatre roues, 1,7 % les transports en commun, 8,6 % s'y rendent en deux-roues, à vélo ou à pied et.

### Activités hors agriculture

#### Secteurs d'activités
11 établissements sont implantés  à Salles-et-Pratviel au 31 décembre 2019.
Le secteur des activités spécialisées, scientifiques et techniques et des activités de services administratifs et de soutien est prépondérant sur la commune puisqu'il représente 27,3 % du nombre total d'établissements de la commune (3 sur les 11 entreprises implantées  à Salles-et-Pratviel), contre 19,8 % au niveau départemental.

#### Entreprises et commerces
- Centrale hydroélectrique.

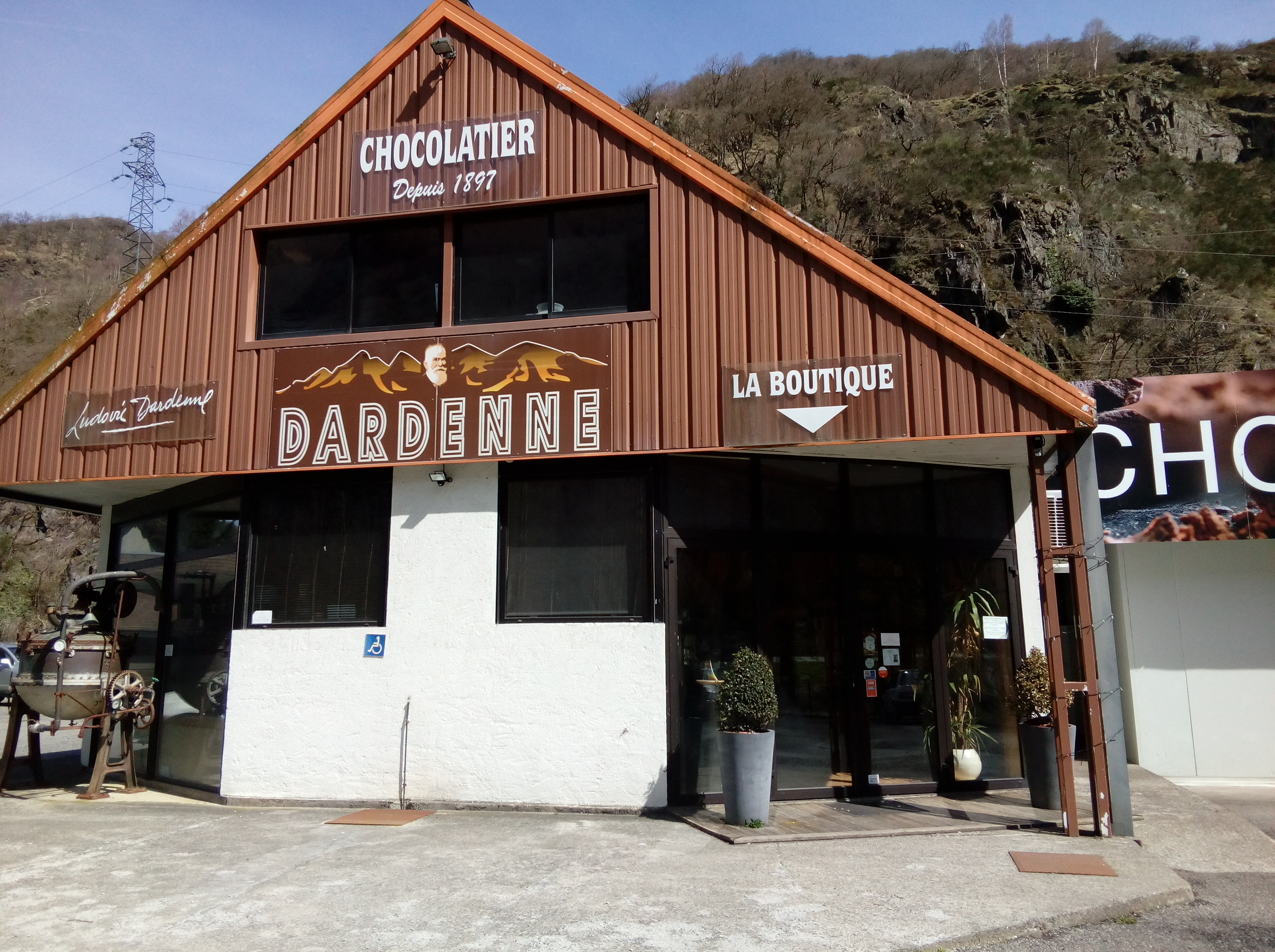
La chocolaterie Dardenne.

- Fabrication artisanale de chocolat (chocolaterie Dardenne).
- Agriculture commune classée en zone montagne avec quatre exploitations agricoles[50], en 2012.

### Agriculture
|               | 1988 | 2000 | 2010 | 2020 |
| ------------- | ---- | ---- | ---- | ---- |
| Exploitations | 5    | 5    | 4    | 3    |
| SAU (ha)      | 88   | 96   | 99   | 87   |

La commune est dans les « Pyrénées centrales », une petite région agricole occupant le sud du département de la Haute-Garonne, massif montagneux où s’étagent les vallées profondes, la forêt et les zones intermédiaires, les estives. En 2020, l'orientation technico-économique de l'agriculture  sur la commune est la polyculture et/ou le polyélevage. Trois exploitations agricoles ayant leur siège dans la commune sont dénombrées lors du recensement agricole de 2020 (cinq en 1988). La superficie agricole utilisée est de 87 ha,,.

## Culture locale et patrimoine

### Lieux et monuments
- Église Saint-Lizier de Salles-et-Pratviel. L'une de ses cloches, classée monument historique, est en bronze, mesure 59 cm de diamètre et date de 1740[54].
- Statue de la Vierge à l'enfant à côté de l'église, en souvenir de la mission de 1889.
- Cascade sur le ruisseau d'O, en bordure de la route départementale 27a menant à Gouaux-de-Luchon.

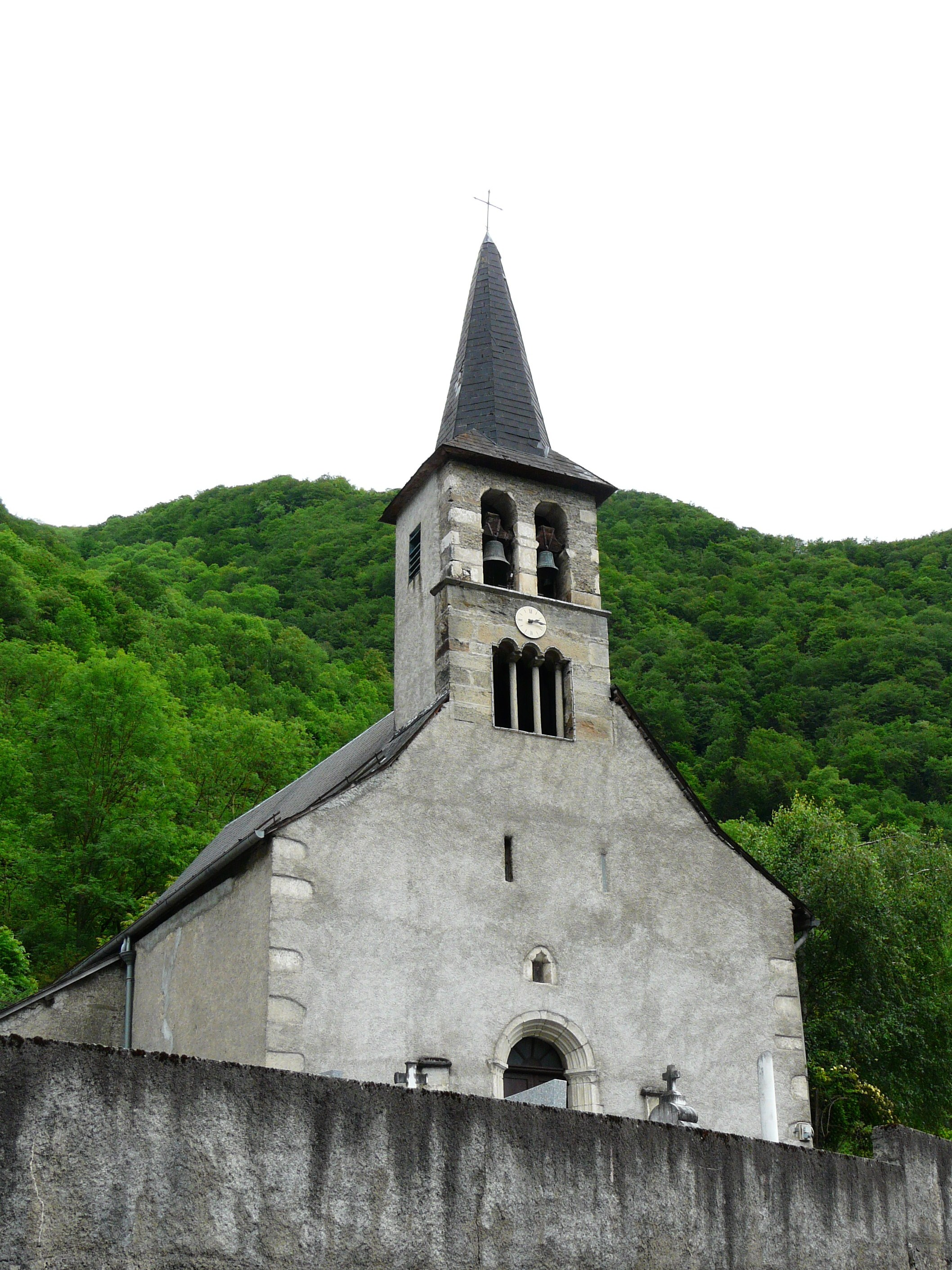
L'église de Salles-et-Pratviel.
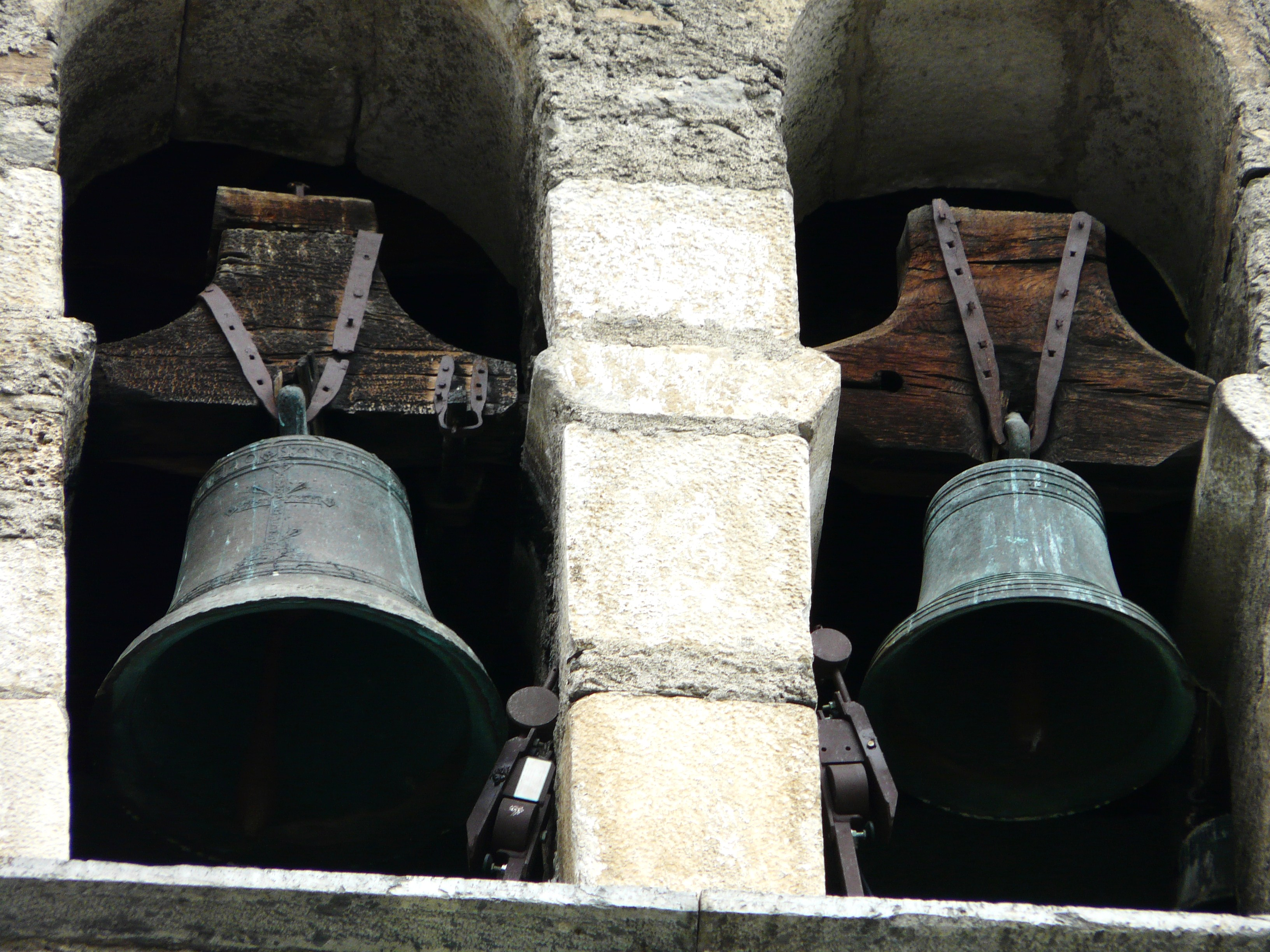
Les cloches.
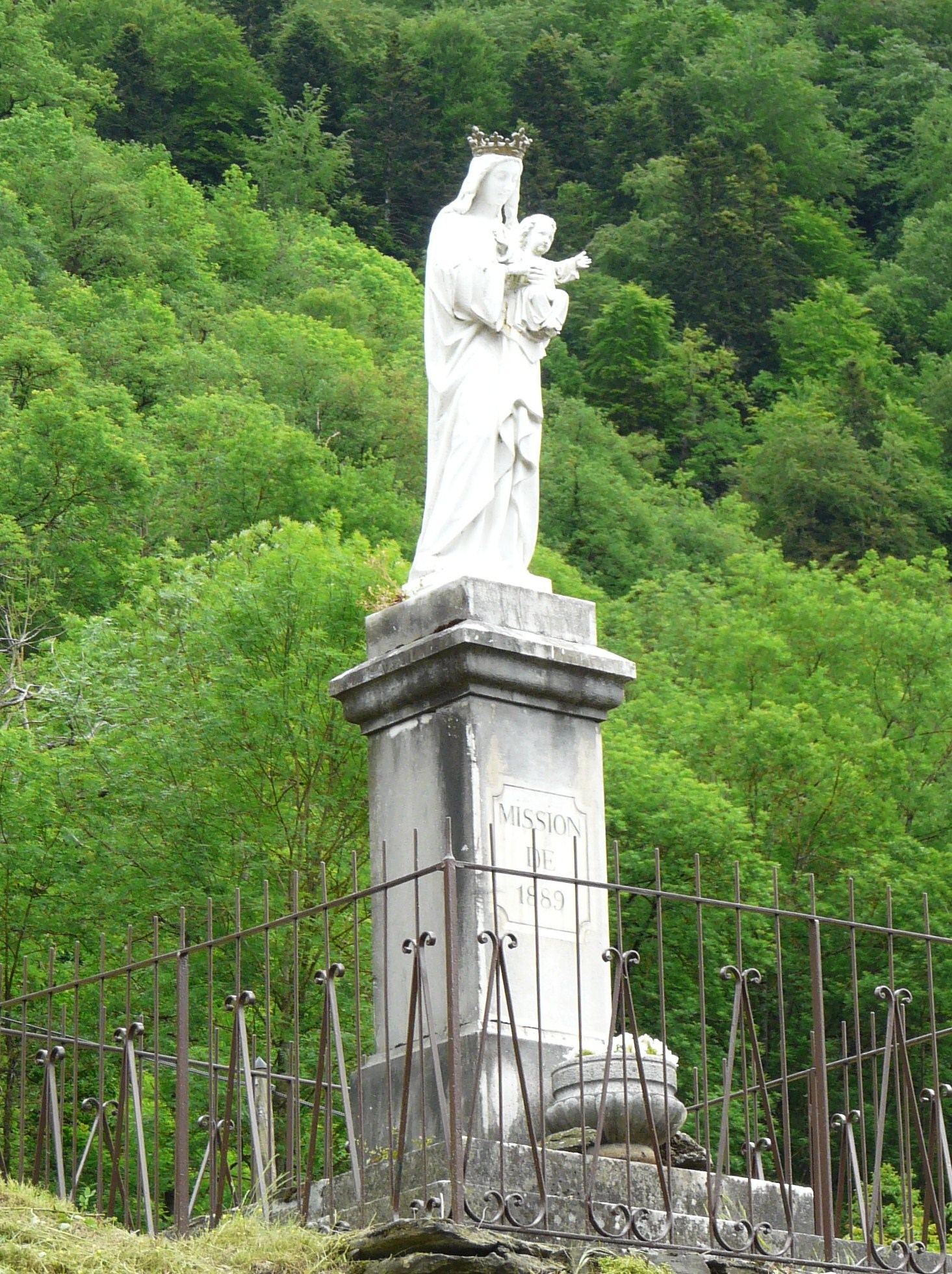
La statue de la Vierge à l'Enfant.
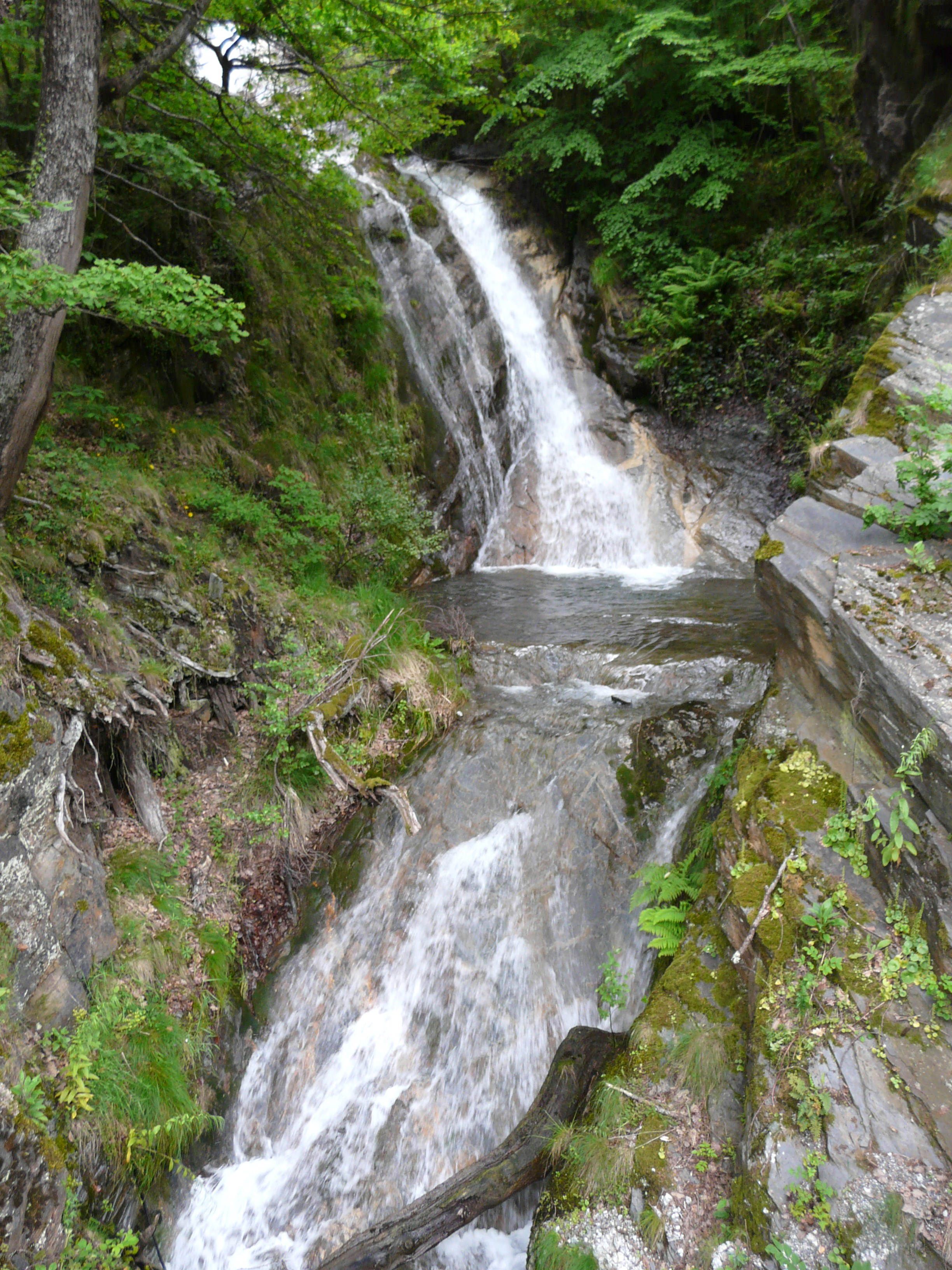
La cascade de Gouaux.